# Stephanie Lee
Stephanie Lee (geboren 28. Dezember 1992 in Casper (Wyoming)) ist eine amerikanische Basketballspielerin. Sie kann auf den Positionen 3, 4 und 5 eingesetzt werden.

## Leben
Stephanie Lee hat einen Bruder und wuchs mit diesem in Casper auf. Sie besuchte die Natrona County High School.

## Basketballkarriere

### Highschool
Sie begann ihre Basketballkarriere in der Natrona County High School und erreichte   mit dem  Rocky Mountain Fever Club im Portland Tournament  2009 ebenso einen 2. Platz wie im Nike Oasis Tournament im Jahr 2010. Im letzten High-School-Jahr erzielte sie durchschnittlich 14,7 Punkte  und 6.8 Rebounds  pro Spiel.

### College
Ab 2011 spielte sie an der University of Northern Colorado und kam in ihrem ersten Jahr auf 29 Einsätze, wobei sie durchschnittlich 3,7 Punkte erzielte und 2,2×  pro Spiel reboundete.
In der Saison 2012/2013 wurde sie in 30 von 34 Spielen eingesetzt und davon 13 mal in der Starting Five. Sie kam auf durchschnittlich 7,7 Punkte pro Spiel und 3,2 Rebounds. In der Saison 2013/2014 steigerte sie sich auf 19 Punkte pro Spiel und war mit 61 Blocks Ligabeste.
In der Saison 2014/2015 war sie mit 17,1 Punkten und 2,1 Blocks pro Spiel sowohl beste Werferin als auch beste Blockerin ihres Teams.

### Profikarriere
Im Mai 2015 unterschrieb sie einen Vertrag beim deutschen Erstligisten BC Marburg.